# Fuchs (Orgelbauer)
Fuchs ist eine österreichische Orgelbauerfamilie, deren Mitglieder in drei Generationen in Tirol als Orgelbauer tätig waren.

## Familienmitglieder
|                                |                                |                                |                                | Joseph Fuchs I (1678–1750)     |                                |                             |                             |                               |                               |                               |                               |                               |                               |                            |                            |                            |                            |  |  |  |  |  |  |  |  |  |  |  |  |
|                                |                                |                                |                                |                                |                                |                             |                             |                               |                               |                               |                               |                               |                               |                            |                            |                            |                            |  |  |  |  |  |  |  |  |  |  |  |  |
|                                |                                |                                |                                | Anton Fuchs I (1711–1794)      |                                |                             |                             |                               |                               |                               |                               |                               |                               |                            |                            |                            |                            |  |  |  |  |  |  |  |  |  |  |  |  |
|                                |                                |                                |                                |                                |                                |                             |                             |                               |                               |                               |                               |                               |                               |                            |                            |                            |                            |  |  |  |  |  |  |  |  |  |  |  |  |
|                                |                                |                                |                                |                                |                                |                             |                             |                               |                               |                               |                               |                               |                               |                            |                            |                            |                            |  |  |  |  |  |  |  |  |  |  |  |  |
| Johann Anton Fuchs (1737–1796) | Johann Anton Fuchs (1737–1796) | Johann Anton Fuchs (1737–1796) | Johann Anton Fuchs (1737–1796) | Johann Anton Fuchs (1737–1796) | Johann Anton Fuchs (1737–1796) |                             |                             | Franz Xaver Fuchs (1739–1803) | Franz Xaver Fuchs (1739–1803) | Franz Xaver Fuchs (1739–1803) | Franz Xaver Fuchs (1739–1803) | Franz Xaver Fuchs (1739–1803) | Franz Xaver Fuchs (1739–1803) |                            |                            |                            |                            |  |  |  |  |  |  |  |  |  |  |  |  |
| Johann Anton Fuchs (1737–1796) | Johann Anton Fuchs (1737–1796) | Johann Anton Fuchs (1737–1796) | Johann Anton Fuchs (1737–1796) | Johann Anton Fuchs (1737–1796) | Johann Anton Fuchs (1737–1796) |                             |                             | Franz Xaver Fuchs (1739–1803) | Franz Xaver Fuchs (1739–1803) | Franz Xaver Fuchs (1739–1803) | Franz Xaver Fuchs (1739–1803) | Franz Xaver Fuchs (1739–1803) | Franz Xaver Fuchs (1739–1803) |                            |                            |                            |                            |  |  |  |  |  |  |  |  |  |  |  |  |
|                                |                                |                                |                                |                                |                                |                             |                             |                               |                               |                               |                               |                               |                               |                            |                            |                            |                            |  |  |  |  |  |  |  |  |  |  |  |  |
|                                |                                |                                |                                | Joseph Fuchs II (1766–1843)    | Joseph Fuchs II (1766–1843)    | Joseph Fuchs II (1766–1843) | Joseph Fuchs II (1766–1843) | Joseph Fuchs II (1766–1843)   | Joseph Fuchs II (1766–1843)   |                               |                               | Franz Fuchs II (1776–1831)    | Franz Fuchs II (1776–1831)    | Franz Fuchs II (1776–1831) | Franz Fuchs II (1776–1831) | Franz Fuchs II (1776–1831) | Franz Fuchs II (1776–1831) |  |  |  |  |  |  |  |  |  |  |  |  |

Joseph Fuchs (I) (* 1. Mai 1678 in Matrei am Brenner; † 6. April 1750 ebenda) war als Gastwirt in Matrei am Brenner tätig und baute nebstbei auch Orgeln.
Anton Fuchs (I)  (* 27. Oktober  1711 in Matrei am Brenner; † 17. August 1794 in Innsbruck), Sohn von J. Fuchs, war als Organist und Lehrer in Mils bei Hall in Tirol in Vinaders und in Innsbruck tätig.
Johann Anton Fuchs (* 9. Juni 1737 in Mils bei Hall; † 13. November 1796 in Innsbruck), Sohn von A. Fuchs, wurde 1769 als Orgel- und Klaviermacher in Innsbruck aufgenommen. 1785 war er vorübergehend Inwohner in Bozen. Als Orgelbauer war er in Tirol und einige Male auch in Oberbayern tätig.
Franz Xaver Fuchs (* 9. Februar 1739 in Mils bei Hall; † 17. Dezember 1803 in Gries am Brenner), Bruder von Johann A. Fuchs, war als Schulmeister und Landwirt in Gries am Brenner sowie als Organist in Vinaders tätig.
Joseph Fuchs II (* 5. Februar 1766 in Gries am Brenner; † 26. September 1843 in Innsbruck), Sohn von Franz Xaver Fuchs, war 50 Jahre als Organist in Innsbruck St. Nikolaus tätig und lässt sich ab 1796 mit Reparaturarbeiten im Inntal, Südtirol und in Graubünden (z. B. Zernez) nachweisen.
Franz Fuchs (II) (* 21. Juli 1776 in Gries am Brenner; † 18. Jänner 1831 ebenda), Bruder von Joseph Fuchs II, war als Lehrer in Gries am Brenner und als Organist in Vinaders tätig.

## Josef Fuchs I. (1678–1750)
| Jahr | Ort               | Gebäude                         | Bild | Manuale | Register | Bemerkungen    |
| ---- | ----------------- | ------------------------------- | ---- | ------- | -------- | -------------- |
| 1718 | Stams             | Stift Stams-Heiligenblutkapelle |      | I/P     | 8        |                |
| 1729 | Matrei am Brenner | Pfarrkirche Matrei am Brenner   |      |         |          | nicht erhalten |
| 1731 | Gufidaun          | Pfarrkirche St. Martin          |      |         |          |                |

## Anton Fuchs I. (1711–1797)
| Jahr      | Ort              | Gebäude                               | Bild | Manuale | Register | Bemerkungen                                          |
| --------- | ---------------- | ------------------------------------- | ---- | ------- | -------- | ---------------------------------------------------- |
| 1758      | Innsbruck-Wilten | Stift Wilten                          |      |         |          |                                                      |
| 1758      | Latsch           | Pfarrkirche Latsch St. Peter und Paul |      |         |          |                                                      |
| 1761–1762 | Landeck (Tirol)  | Pfarrkirche Landeck-Mariä Himmelfahrt |      |         |          | nicht erhalten                                       |
| 1764      | Dalaas           | Pfarrkirche Dalaas                    |      | I/P     | 10       | 1909 von Anton Behmann umgebaut und 1969 restauriert |

## Johann Anton Fuchs II. (1737–1796)
| Jahr      | Ort                    | Gebäude                               | Bild | Manuale | Register | Bemerkungen                                                                                          |
| --------- | ---------------------- | ------------------------------------- | ---- | ------- | -------- | --- |
| 1771      | Gossensaß              | Pfarrkirche Unbefleckte Empfängnis    |      |         |          | |
| 1775      | Garmisch-Partenkirchen | St. Anton (Garmisch-Partenkirchen)    |      | I/P     | 10       | [ 1 ]                                                                                                |
| 1776      | Absam                  | Basilika St. Michael                  |      | II/P    | 23       | |
| 1777      | Unterammergau          | Heilig-Blut-Kapelle                   |      |         |          | nicht erhalten                                                                                       |
| 1778      | Landeck                | Pfarrkirche Landeck-Mariä Himmelfahrt |      |         |          | nicht erhalten                                                                                       |
| 1780      | Gries am Brenner       | Pfarrkirche Vinaders                  |      | II/P    | 17       | 1834 Erweiterung durch Franz Reinisch I., 2000 Renovierung durch Orgelbau Pirchner                   |
| 1781      | Rattenberg             | Augustiner-Kirche                     |      |         |          | Zubau eines Rückpositivs                                                                             |
| 1783–84   | Brixen im Thale        | Pfarrkirche Brixen im Thale           |      |         |          | Gehäuse erhalten, Rückpositiv aus 1785 von Andreas Mauracher, 2001 Orgelneubau von Orgelbau Pirchner |
| undatiert | Grins                  | Pfarrkirche Grins                     |      |         |          | Gehäuse erhalten, seit 1988 Orgel von Rieger Orgelbau                                                |
| 1786–1787 | Meran                  | St. Nikolaus (Meran)                  |      |         |          | nicht erhalten, seit 1973 Orgel von Gregor Hradetzky                                                 |
| 1787      | Bozen-Gries            | Augustinerkirche Gries                |      |         |          | Gehäuse erhalten                                                                                     |
| 1792      | Kappl                  | Pfarrkirche Kappl                     |      | II/P    | 23       | |
| 1792      | Kaltern                | Maria Himmelfahrt (Kaltern)           |      |         |          | Gehäuse erhalten, seit 1978 Orgel von Orgelbau Pirchner                                              |

## Franz Xaver Fuchs I. (1739–1803)
| Jahr      | Ort                   | Gebäude                              | Bild | Manuale | Register | Bemerkungen |
| --------- | --------------------- | ------------------------------------ | ---- | ------- | -------- | --- |
| 1758      | Mareit                | Pfarrkirche St. Pankratius           |      |         |          | |
| 1778      | Oberperfuss           | Pfarrkirche Oberperfuss              |      |         |          | nicht erhalten, seit 1867 Orgelgehäuse von Franz Weber (Orgelbauer)                                                        |
| 1780–1781 | Inzing                | Pfarrkirche Inzing                   |      | II/P    | 23       | 1866 Umbauten durch Franz Weber, 1905 Austausch einiger Register durch Anton Behmann, 1955 Rückbau durch Orgelbau Pirchner |
| 1783–1784 | Achenkirch            | Pfarrkirche Achenkirch               |      |         |          | nicht erhalten, seit 1878 Orgel von Joseph Aigner                                                                          |
| 1788      | Ampass                | Pfarrkirche Ampass                   |      |         |          | Gehäuse erhalten, seit 1930 Orgel von Alois Fuetsch                                                                        |
| 1789      | Dorf Tirol (Südtirol) | St. Johannes der Täufer (Dorf Tirol) |      |         |          | |
| 1796      | Leifers               | St. Jakob in der Au                  |      | I/P     | 8        | |
| 1799      | Bozen                 | Deutschhauskirche (Bozen)            |      | I/P     | 12       | |
| 1799      | Tartsch               | Pfarrkirche St. Andreas              |      | I/P     | 5        | |
| 1799      | Matsch (Mals)         |                                      |      |         |          | |

## Franz Fuchs II. (1776–1831)
| Jahr | Ort   | Gebäude                     | Bild | Manuale | Register | Bemerkungen     |
| ---- | ----- | --------------------------- | ---- | ------- | -------- | --------------- |
| 1809 | Ulten | Pfarrkirche St. Nikolaus    |      | I/P     | 12       |                 |
| 1823 | Vahrn | Pfarrkirche Vahrn St. Georg |      | II/P    | 15       | [ Anm 1 ] [ 3 ] |

## Josef Fuchs II. (1766–1843)
| Jahr | Ort                         | Gebäude                     | Bild | Manuale | Register | Bemerkungen                                                 |
| ---- | --------------------------- | --------------------------- | ---- | ------- | -------- | ----------------------------------------------------------- |
| 1811 | Karres                      | Pfarrkirche Karres          |      | I/P     | 9        |                                                             |
| 1820 | Huben (Gemeinde Längenfeld) | Pfarrkirche Huben im Ötztal |      | I/P     | 10       |                                                             |
| 1822 | Oberleutasch                | Pfarrkirche Oberleutasch    |      |         |          |                                                             |
| 1840 | Ampass                      | Pfarrkirche Ampass          |      |         |          | nur Orgelgehäuse erhalten, Orgel aus 1930 von Alois Fuetsch |